# Славовіца
Славовіца (болг. Славовица) — село в Болгарії. Розташовано у Пазарджицькій області, входить до складу громади Септемврі. Населення становить 446 чоловік.

## Політична ситуація
У місцевому кметстві Славовіца, до складу якого входить село, посаду кмета (старости) виконує Воспіра Георгієва Костова (БСП).
Кмет (мер) громади Септемврі — Томі Спасов Стойчев (незалежний).

## Карти
- bgmaps.com[недоступне посилання з липня 2019]
- emaps.bg[недоступне посилання з червня 2019]
- Google